# Nat Wolff
Nathaniel "Nat" Marvin Wolff, född 17 december 1994 i Los Angeles, är en amerikansk skådespelare och sångare.

## Biografi
Wolff föddes i Los Angeles, och är son till jazzpianisten  Michael Wolff och skådespelaren Polly Draper. Han är äldre bror till skådespelaren och musikern Alex Wolff.
Han började skådespela på Off-Broadway i en liten roll i Getting Into Heaven 2003, en pjäs som hans mor hade skrivit. Och senare i Heartbeat to Baghdad 2004, även den Off-Broadway. Vid 9 års ålder, år 2005, gjorde han filmdebut i The Naked Brothers Band: The Movie där hade han huvudrollen, sjöng och spelade instrument samt skrev låttexter till. Filmen var skriven och regisserad av hans mor och fick publikpriset på Hamptons International Film Festival. Filmen köptes av Nickelodeon som gjorde TV-serien The Naked Brothers Band som skapades, skrevs, producerades och regisserades av hans mor, medan hans far hade en liten roll samt producerade och övervakade musiken.
2013 fick Wolff rollen som Isaac i filmatiseringen av John Greens bok Förr eller senare exploderar jag och spelar huvudrollen Quentin i filmatiseringen av Greens bok Paper towns.

## Filmografi
| År   | Titel                              | Roll                 | Noteringar |
| ---- | ---------------------------------- | -------------------- | ---------- |
| 2005 | The Naked Brothers Band: The Movie | Sig själv            |            |
| 2007 | The Naked Brothers Band            | Sig själv            | 35 avsnitt |
| 2009 | Mr. Troop Mom                      | Sig själv            | TV-film    |
| 2011 | New Year's Eve                     | Walter               |            |
| 2011 | Special Things To Do               | Cliff                |            |
| 2012 | The Last Keeper                    | Simon                |            |
| 2012 | Peace, Love, & Misunderstanding    | Jake                 |            |
| 2013 | Stuck in Love                      | Rusty Borgens        |            |
| 2013 | Admission                          | Jeremiah             |            |
| 2014 | Palo Alto                          | Fred                 |            |
| 2014 | Förr eller senare exploderar jag   | Isaac                |            |
| 2014 | Behaving Badly                     | Rick Stevens         |            |
| 2015 | The Intern                         |                      |            |
| 2015 | Ashby                              | Ed Wallis            |            |
| 2015 | Paper Towns                        | Quentin "Q" Jacobsen |            |
| 2015 | Grandma                            | Cam                  |            |
| 2017 | Death Note                         | Light                |            |
| 2020 | Mortal                             | Eric                 |            |